# مقياس الكحول بالدم
مِكشاف السُّكْر أو مقياس الكحول بالدم (بالإنجليزية: Breathalyzer) هو جهاز لتقدير نسبة الكحول في الدم عن طريق الفم تستخدمه الشرطة المرورية في الولايات المتحدة وكندا .

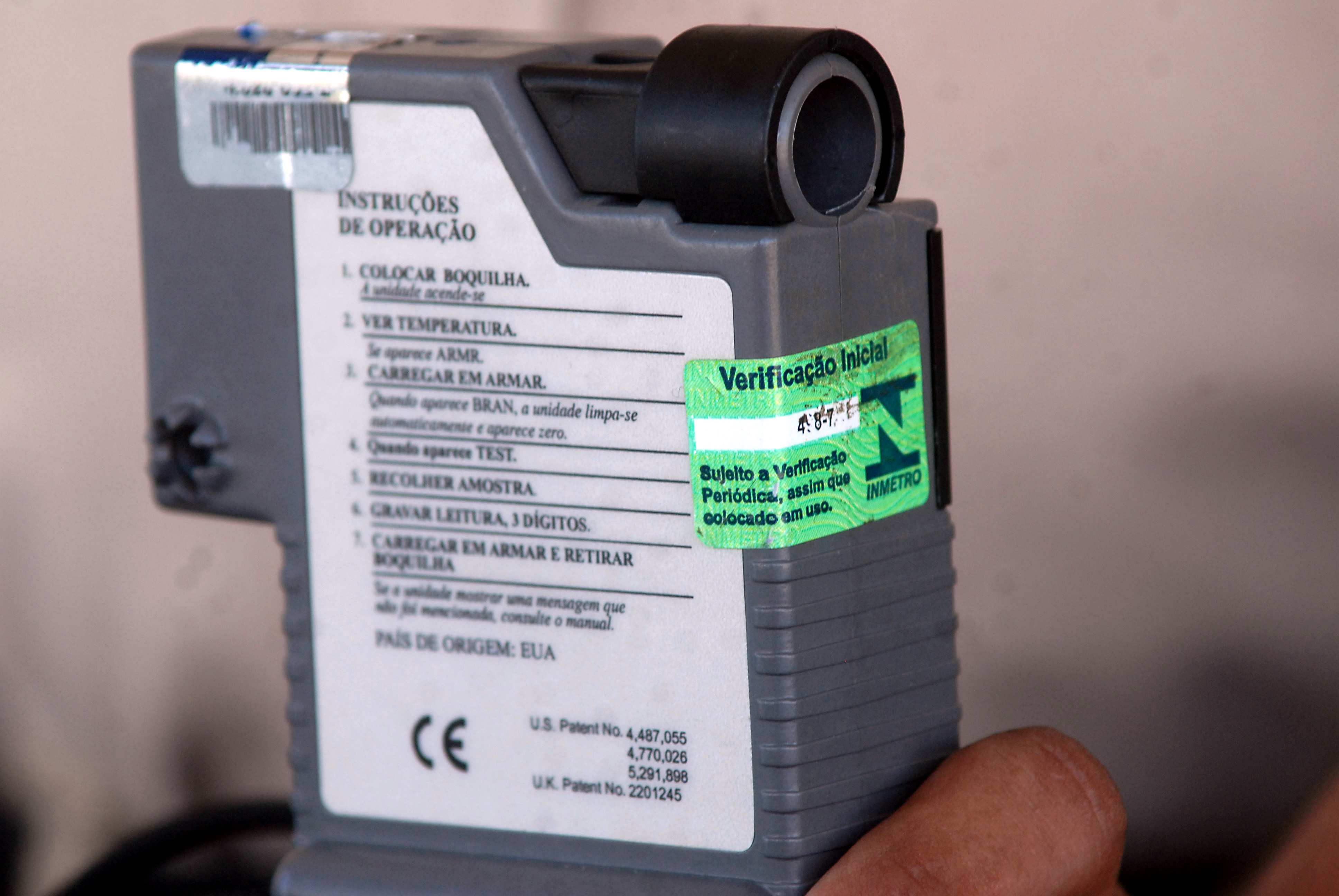
مقياس الكحول